# 八音定訣
《八音定訣》為清朝（1875年）葉開恩所編著的一部以同安話為主，混合著漳泉腔的閩南語音韻學書籍。

## 刊本
- 八音定訣，廈門倍文齋活版，1875年。
- 重抄本，1881年，廈大館。
- 木刻本，甲午端月版，光緒二十年（1894年），手抄本福師大館藏。
- 廈門會文，1896年（清光緒廿二年）。
- 福州福靈堂刊，1904年。
- 廈門倍文齋活版，1904年。
- 廈門倍文齋活版鉛字排印，1909年（清宣統元年），廈大館。
- 活版，1910年第3版，廈大館。
- 會文堂石印本，1940年。

## 參閲
- 拍掌知音
- 渡江書十五音

## 外部連結
- 中華閩南文化網
- 中央研究院漢籍電子文獻（页面存档备份，存于）
- 中央研究院歷史語言研究所（页面存档备份，存于）